# NGC 6245
NGC 6245 is een niet-bestaand object in het sterrenbeeld Draak. Het hemelobject werd op 28 juni 1884 ontdekt door de Amerikaanse astronoom Lewis A. Swift.